# Al Haynes
Alfred Clair "Al" Haynes (31 tháng 8 năm 1931 – 25 tháng 8 năm 2019) là một phi công lái máy bay thương mại của Mỹ. Ông đã bay cho United Airlines và được biết đến nhiều nhất về vụ tai nạn chuyến bay 232 của United Airlines ở Sioux City, Iowa vào năm 1989. Sau đó, ông đã trở thành một diễn giả công khai về an toàn hàng không.